# مدرسة رمبل
سكول رمبل (باليابانية: スクールランブル) مانغا شونن يابانية من تأليف ورسم جين كوباياشي. صدرت لأول مرة في مجلة شونن الأسبوعية من عام 2002 حتى عام 2008. أقتبست المانغا إلى مسلسل أنمي تلفزيوني في عام 2004.

## القصة
«تسوكوما تينما» طالبة ثانوية في سنتها الثانية، وقد أُغرمت بأحد زملائها، وهو «كوراسوما أووجو». مع ذلك، فهي لا يمكنها الاعتراف بمشاعرها له. وما يزيد الطين بلة، أنّها إكتشفت في ما بعد أنّ «كوراسوما» قد إنتقل إلى مدرسة أخرى. من ناحية أخرى، أحد زملائها «هاريما كينجو» وهو شخص جانح مغرم بها ولكنه لم يتمكن من الاعتراف لها، فيأخذ بالاكتئاب يوماً بعد يوم…

## روابط أضافية
- سكول رمبل على موقع ANN manga (الإنجليزية)